# Schloss Lasseregg (Anif)

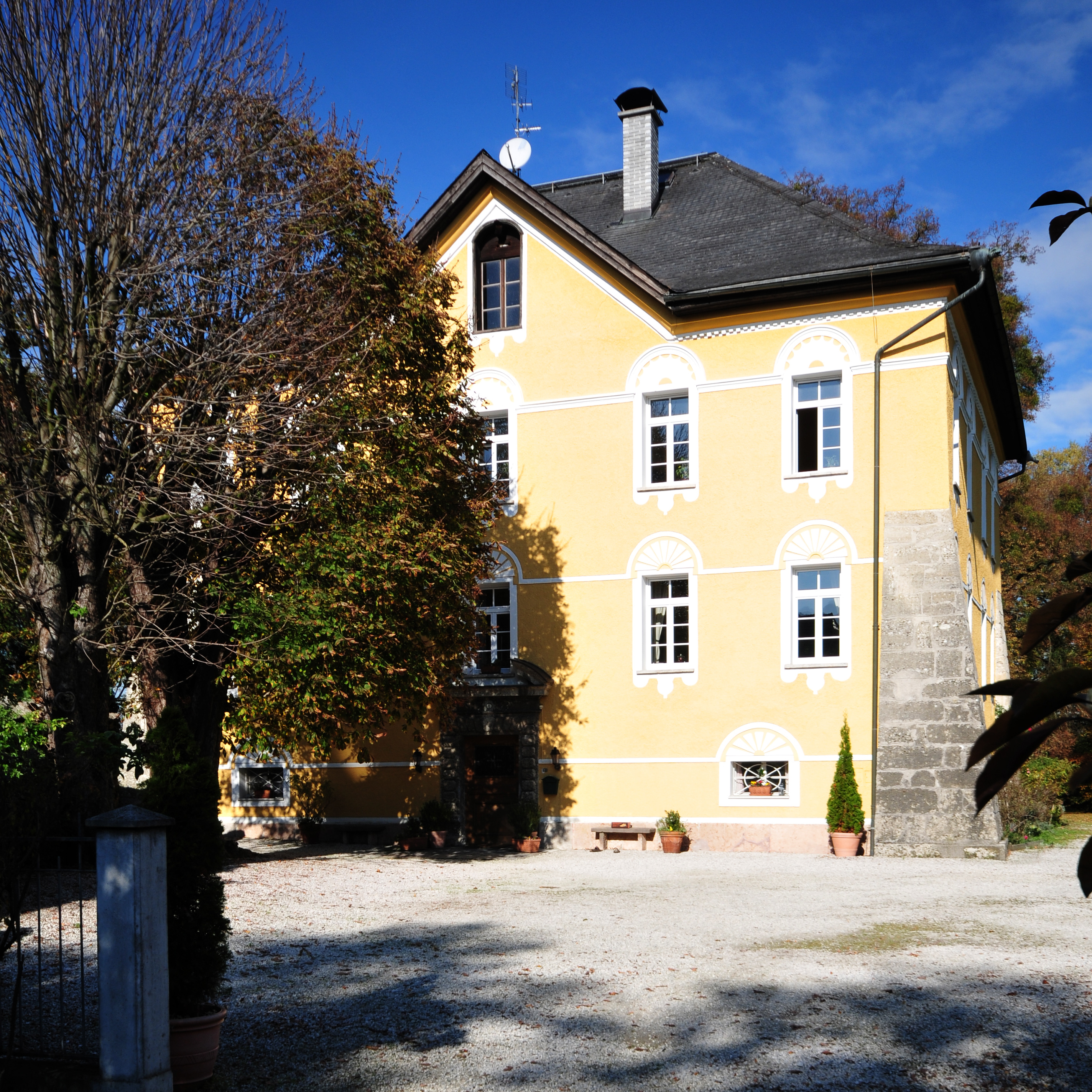
Schloss Lasseregg

Schloss Lasseregg befindet sich im Salzburger Land in der Gemeinde Anif im Ortsteil Niederalm.

## Architektur
Schloss Lasseregg ist ein rechteckiger zweigeschoßiger Bau mit Walmdach und Steinportal. Das Dach wird im Süden durch einen gemauerten Mittelgiebel aufgelockert. Die Räume im Erdgeschoß besitzen Tonnengewölbe mit roten Marmorsäulen und Wappensteinen aus rotem Marmor (1511 und 1596, mit Hinweisen auf die Familiengeschichte). Gegen Norden liegt eine Freitreppenanlage, der im Westen eine barockisierende Terrasse angegliedert ist. Im Erdgeschoß sind Eckpfeiler mit schrägem Anzug zu sehen. Im Süden befindet sich das Eingangsportal mit Sprenggiebel und Bogeneinfassung. Die Fenster besitzen halbkreisförmig eingerahmte Bekrönungen mit Palmettenmotiven, die Ende des 19. Jahrhunderts entstanden sind. Der Ansitz wurde 1839 grundlegend renoviert. Reste einer früheren Umfassungsmauer mit einer Schießscharte dienen als Abgrenzung zum anschließenden Friedhof.

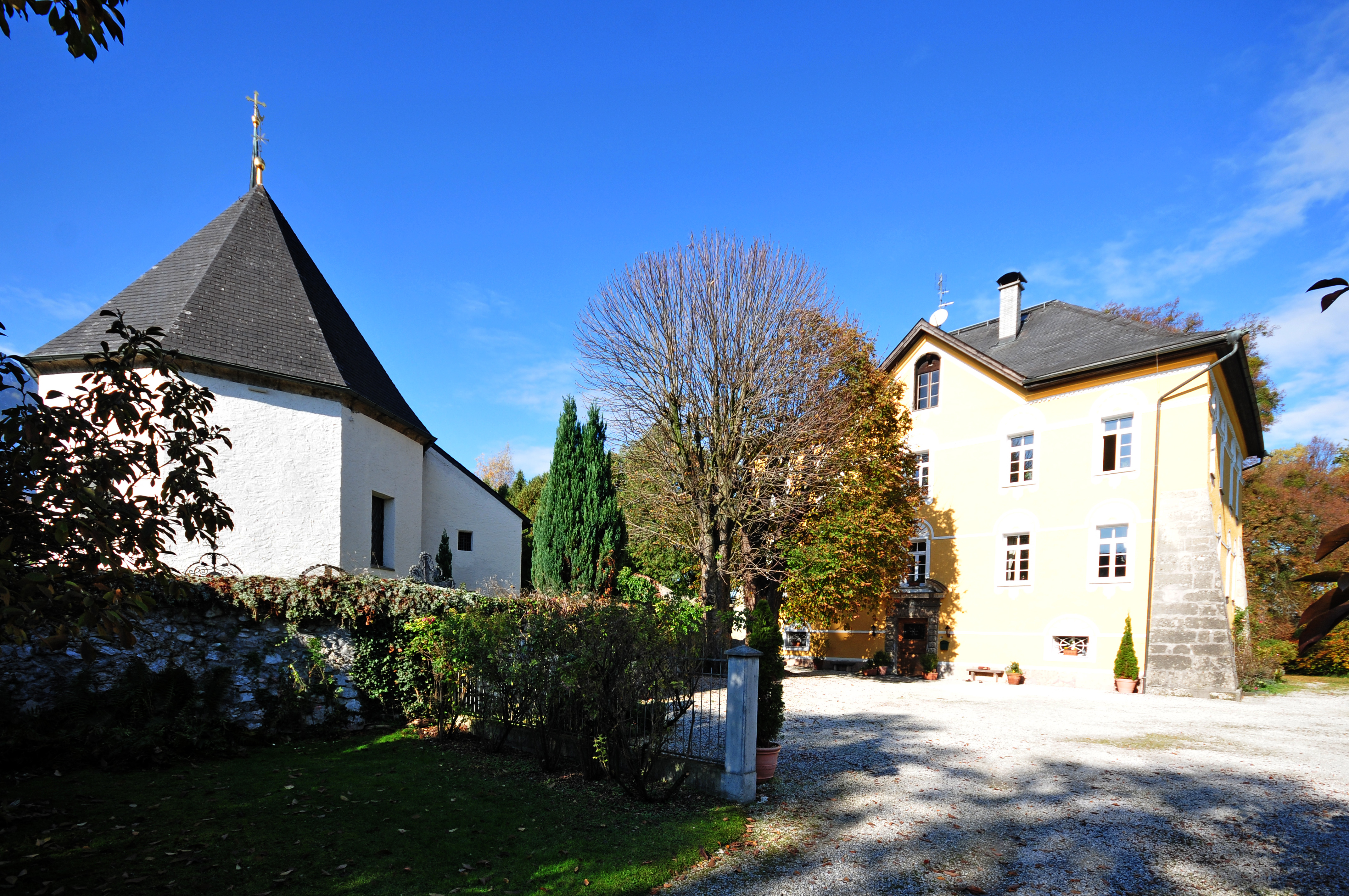
Schloss Lasseregg

## Geschichte
Die erste urkundliche Erwähnung als erzbischöfliches Lehen Gut Niederalm findet sich im Jahr 1418, als Hans Reuter (Rewter) das Gut an Ulrich Strasser verkauft („ain hof genannt Kirchhof zu Niederalben“). 1513 scheint Ruprecht Lasser als erster seiner Familie als Besitzer des Gutes Kirchhof auf. Er baute es zu dieser Zeit zum Schloss aus, wie die Wappen und die Jahreszahl 1511 auf einer der Säulen im Erdgeschoß zeigen. Kaiser Maximilian I. verlieh allerdings erst 1514 dem Rueprecht Lasser ein Wappen. Um diese Zeit wurde der Hof zu einem Schloss umgebaut. 1538 erhob Kaiser Ferdinand I. Ruprecht Lasser in den Ritterstand mit dem Prädikat „von Lasseregg“. Die Lasser waren eine wohlhabende Familie mit Besitzungen in Salzburg und Augsburg, Thomas und Matthäus Lasser wurden zu kaiserlichen Fischmeistern am Attersee (in Unterach findet sich das der Familie gehörende Schloss Lassereck, in Burgbachau der Meierhof) ernannt. 1614 wird Christoph Lasser gemeinsam mit Ferdinand Lasser mit dem Besitz belehnt. Der Sohn des Ersteren, Hans Ehrenreich, folgte 1625 und wurde 1637 auch kaiserlicher Fischmeister am Attersee. Georg Gottlieb Freiherr Lasser von Lasseregg (* 1661) verkaufte Lasseregg an seinen Schwager Hilfgott Graf Kuefstein, verehelicht mit Maria Clara Lasser. 1729 kaufte Ernst Gottlieb Lasser, Sohn des Georg Gottlieb, den Ansitz zurück. Mit seinem Sohn Leopold starb die Familie Lasser 1798 im Mannesstamm aus.
Die Besitzungen kamen dann an die Schwester Leopolds; diese Maria Anna Josefa war mit August von Lassberg verehelicht. Deren älteste Tochter Josefine war mit ihrem Vetter Friedrich Freiherr von Lassberg verehelicht, sodass der Besitz weiterhin in der Familie verblieb. Lasseregg ging dann an Franziska von Lassberg, Baronin Deuering aus Kempten und verehelichte Baumgartner. 1852 kam Lassberg an den Sohn Rudolf Baumgartner. Das Ritterlehen „Sitz und Hof Lasseregg“ wurde 1878 an Johann Dengler verkauft. 1892 kaufte die sechs Schwestern von Landwürst das Gut. 1910 folgten Moriz und Luise Lucas, 1926 wurde das Gut an Eleonore Wallner verkauft. Bis heute ist das Schloss, das in den letzten Jahren renoviert wurde, im Privatbesitz der Familie Wallner.